# Грабар Андрій Миколайович
Андрій Миколайович Грабар (фр. André Grabar, рос. Андрей Николаевич Грабар; 8 серпня 1896, Київ — 5 жовтня (або 3 жовтня) 1990, Париж) — історик середньовічного і візантійського мистецтва.
Народився в Україні і здобув освіту в тодішній Російській імперії, більшу частину свого життя провів у Франції та США, всі його праці написані французькою мовою. Грабар вважається одним з основоположників вивчення візантійського мистецтва та ікон XII століття. Член Академії написів і красного письменства Франції (1955), Болгарської академії наук (1969) і ряду інших академій. Його син Олег Грабар також відомий історик, фахівець з історії середньовічного ісламського мистецтва.

## Біографія
Андрій Грабар народився 26 липня (8 серпня) 1896 року в родині юриста і сенатора Миколи Степановича Грабара. Його мати, Єлизавета Іванівна, походила з родини баронів Прітвіц, одним з її предків був фельдмаршал Іван Дибич. Після закінчення в 1914 році київської гімназії Грабар вирушив добровольцем на фронт у Галичину, проте незабаром внаслідок хвороби був демобілізований. Вступив до Київського університету на історично-філологічний факультет, через рік перевівся до університету в Петрограді, куди сім'я переїхала після того, як батько отримав нове призначення. Там він приєднався до школи Никодима Кондакова, брав участь у семінарі його старшого учня Дмитра Айналова. Після Лютневої революції Грабар покинув Петроград. Спочатку повернувся до Києва, а потім вирушив до Одеси, де в той час викладав Кондаков і там закінчив курс. У січні 1920 він залишив місто і разом з матір'ю вирушив у Варну (Болгарія).
У Болгарії Грабар працював в Археологічному музеї в Софії, керівники якого, Андрій Протич і Богдан Філов допомагали йому з поїздками по країні. Там він познайомився зі своєю майбутньою дружиною Юлією Івановою. У жовтні 1922 переїхав до Страсбурга, де йому було запропоновано посаду викладача російської мови в місцевому університеті; там він захистив докторську дисертацію. У 1928 році родина отримала французьке громадянство, а в 1929 і 1933 роках народилися сини Олег і Микола. В цей час була написана його книга «Імператор у візантійському мистецтві», яка вийшла в 1936 році. Книга справила велике враження на наукову громадськість. Незабаром автор отримав від патріарха французької візантиністики Габріеля Мілле пропозицію зайняти його місце в фр. École pratique des hautes études.
У 1938 році Грабар переїхав до Парижа, де плідно займався дослідженнями. Протягом багатьох років він пропрацював професором візантійської археології в Колеж де Франс, а в 1958 році переїхав до США, де став однією з центральних фігур Думбартон-Окс Інституту Гарвардського університету, де був професором в 1950—1964 роках. В 1961 році проводив лекції в Національній галереї мистецтва у Вашингтоні. Став членом Американської академії мистецтв і наук.
Помер в Парижі 5 жовтня 1990 року.

## Праці
- La peinture religieuse en Bulgarie, Paris: P. Geuthner, 1928
- L'Empereur dans l'art byzantin (1936)
- Martyrium (1943)
- L'Iconoclasme byzantin (1957)
- L'Age d'Or de Justinien (1966) Univers des Formes (Gallimard)
- Le Premier Art Chrétien (1967)
- Les Voies de la création en iconographie chrétienne (1978)